# Предупреждающий обвинение
«Предупреждающий обвинение» — комедия древнегреческого драматурга Менандра (IV—III века до н. э.), от которой сохранились только два коротких фрагмента, приведённых другими античными авторами (по два стиха каждый). О времени написания и сюжете пьесы ничего не известно. Судя по названию, речь идёт о судебной тяжбе, один из двух участников которой успел подать превентивную жалобу, опередив другого.